# Макдональд, Лэнни
Лэ́нни Кинг Макдо́нальд (англ. Lanny King McDonald, 16 февраля 1953, Ханна, Канада) — канадский хоккеист, правый нападающий. Обладатель Кубка Стэнли 1989 года.

## Биография

### Ранние годы
Лэнни Макдональд родился 16 февраля 1953 года в канадском городе Ханна в семье Лорна Макдональда, державшего семейную ферму, и учительницы Филлис Макдональд. У Лэнни были старший брат Линн и старшие сёстры Донна и Дикси.
В 5-летнем возрасте научился кататься на коньках и вскоре увлёкся хоккеем. Как и его отец, болел за «Торонто Мейпл Лифс» — второе имя Кинг Макдональд получил в честь игрока этой команды Кинга Клэнси.
Начал заниматься хоккеем в 6-летнем возрасте, родители возили его на тренировки в Ханну. Затем играл в Летбридже, где и окончил школу.

### Карьера до НХЛ
В 1969 году дебютировал в юношеском хоккее в составе «Летбридж Шуга Кингз», которая выступала в Юниорской хоккейной лиге Альберты (AJHL). 16-летний Макдональд в первом сезоне провёл 34 матча, забросил 2 шайбы.
Ярко проявил себя уже в сезоне-1970/71, став лучшим бомбардиром — набрал в 45 матчах 82 (37+45) очков — и самым ценным игроком AJHL. В том же сезоне дебютировал в Хоккейной лиге Западного побережья (WCHL), проведя шесть поединков в составе «Калгари Сентенниалз». За результативность Макдональда прозвали «Пулемётчик Лэнни».
В сезоне-1971/72 Макдональда обменяли в «Медисин Хэт Тайгерз». Здесь он провёл в WCHL два сезона, демонстрируя высокую результативность — в сумме он набрал 290 очков. По итогам сезона-1972/73 попал в первую команду всех звёзд WCHL.

### Карьера в НХЛ
Во время драфта 1973 года на Макдональда претендовали как в НХЛ, где он был выбран под 4-м номером «Торонто Мейпл Лифс», так и в конкурирующей ВХА — здесь его под 10-м номером выбрал «Кливленд Крузейдерс». При этом на молодого форварда в НХЛ также рассчитывал «Ванкувер Кэнакс», но отказался от него, после того как Макдональд заявил, что не будет играть за эту команду в НХЛ и предпочтёт перебраться в ВХА. В итоге нападающий предпочёл подписать контракт с «Торонто». Противостояние между лигами привело к повышению финансовых условий контракта — сезонная зарплата Макдональда составила от 175 до 200 тысяч долларов.

#### «Торонто Мэйпл Лифс»
Макдональд дебютировал в НХЛ 10 октября 1973 года, сыграв за «Торонто Мейпл Лифс» против «Баффало Сейбрз». В первом же поединке он отдал две результативных передачи и получил травму головы с сотрясением мозга после силового приёма. Первую шайбу забросил 17 октября в ворота голкипера «Монреаль Канадиенс» Мишеля Ларока.
Поначалу Макдональду трудно давались голы: в сезоне-1973/74 он забросил только 14 шайб, и в начале следующего сезона едва не был обменян на Кёрта Беннетта в «Атланту Флеймз». Однако в следующих двух матчах Макдональд дважды поразил ворота, и сделку свернули. Сезон получился для него чуть более результативным, с 17 шайбами.
В сезоне-1975/76 Макдональд значительно усилил свою игру в атаке, набрав 93 (37+56) очка. В следующем розыгрыше НХЛ он забросил 43 шайбы и впервые участвовал в Матче всех звёзд в 1977 году.
В феврале 1979 года Макдональд играл за сборную звёзд НХЛ в Кубке вызова против сборной СССР.
«Колорадо Рокиз»
28 декабря 1979 года «Торонто» неожиданно как для самого игрока, так и для главного тренера команды обменял Макдональда в «Колорадо Рокиз». По мнению самого хоккеиста, причиной стал его конфликт с новым генеральным менеджером «Мейпл Лифс» Панчем Имлахом, когда он отстаивал права всех игроков на увеличение суточных выплат. Обмен Макдональда настолько возмутил болельщиков, что они устраивали пикеты в знак протеста.
К тому моменту жена Макдональда в Торонто ждала рождения ребёнка, и главный тренер «Колорадо» Дон Черри разрешил ему уезжать из расположения команды на выходные. Однако генеральный менеджер клуба Рэй Мирон не давал на это согласия. Несмотря на новое противостояние, в сезоне-1980/81 Макдональд стал капитаном «Рокиз» и набрал 81 (35+46) очков.
«Калгари Флэймз»
25 ноября 1981 года «Калгари Флэймз» семь лет спустя после первой неудачной попытки всё-таки удалось привлечь Макдональда в свою команду в обмен на Боба Макмиллана и Дона Левера. Оба хоккеиста были популярны среди болельщиков «Калгари», но Макдональду удалось быстро освоиться в команде и завоевать уважение публики.
Сезон-1982/83 стал самым успешным в карьере Макдональда. Он боролся за лидерство в гонке снайперов НХЛ с нападающим «Эдмонтон Ойлерз» Уэйном Гретцки и даже опережал его. В итоге Макдональд завершил турнир с 66 шайбами, уступив пять шайб Гретцки. На тот момент только Майку Босси и Филу Эспозито удавалось забросить за сезон больше. Результат Макдональда по-прежнему остаётся снайперским рекордом для «Калгари». По итогам розыгрыша Макдональд за высокую результативность был удостоен награды «Билл Мастертон Трофи».
В сезоне-1983/84 Макдональд был капитаном «Калгари» вместе с Дугом Рисбро. 15 октября 1983 года он забросил первую шайбу «Калгари» в новом ледовом дворце «Олимпик Сэдлдоум», а 21 декабря стал 21-м хоккеистом в истории НХЛ, забросившим за карьеру 400 шайб.
В сезоне-1984/85 Макдональд столкнулся с мышечными травмами и пропустил первую часть сезона. На следующий год он поставил перед собой цель отыграть все 80 матчей и добился этого, набрав 71 (28+43) очко. В 1986 году «Калгари» впервые в истории вышел в финал Кубка Стэнли, где в серии до четырёх побед проиграл «Монреаль Канадиенс» — 1:4.
Постепенно травмы стали оказывать всё больше влияния на игру Макдональда. В сезоне-1986/87 он был вынужден дважды лечить колено и забросил только 14 шайб. Однако в последней игре сезона Макдональд достиг отметки в 1000 матчей в НХЛ. В сезоне-1987/88 он поразил ворота соперников только 10 раз.
В 1988 году стал первым обладателем «Кинг Клэнси Трофи», вручаемого хоккеисту, проявившему лидерские качества на льду и за его пределами и сделавшему общественный вклад. Макдональда наградили за поддержку благотворительных организаций в Торонто и Калгари.
Сезон-1988/89 стал для Макдональда последним в игровой карьере, но был отмечен важными событиями. 7 марта 1989 года он набрал тысячное очко в лиге, а 21 марта забросил в ворота голкипера «Нью-Йорк Айлендерс» Марка Фицпатрика свою пятисотую шайбу в регулярном первенстве. В 1989 году «Калгари» вновь вышел в финал Кубка Стэнли, где опять играл с «Монреалем». «Флеймз» выиграли серию — 4:2. Макдональд играл в первом и шестом матчах и в последнем поединке забросил шайбу. 
«Это самое умиротворяющее чувство, которое я когда-либо испытывал в хоккее. Другого такого ощущения больше нет. Я бы хотел описать его окружающим. Полагаю, вы цените это чувство намного выше, после того как пытались выиграть Кубок Стэнли 16 лет», — сказал Макдональд после победы.
По итогам сезона был удостоен награды «Человек года в НХЛ».
В течение карьеры Макдональд провёл в регулярном первенстве НХЛ и Кубке Стэнли 1228 матчей, в которых набрал 1090 (544+546) очков. Четырежды участвовал в Матчах всех звёзд НХЛ (1977, 1978, 1983, 1984).

### Карьера в сборной Канады
Макдональд был впервые приглашён в тренировочный лагерь сборной страны перед Кубком Канады 1976 года. Он попал в состав команды и завоевал золото, поучаствовав в 5 из 7 матчей канадцев на турнире и сделав голевой пас в поединке со сборной Швеции (4:0).
В 1981 году Макдональд играл за сборную на чемпионате мира в Швеции, где «кленовые листья» стали четвёртыми. Провёл 8 матчей, в которых забросил 3 шайбы — по одной в ворота сборных Финляндии, Нидерландов и Чехословакии.

### Игровой стиль и образ
Примечательной чертой игры Макдональда был сильный кистевой бросок и уверенное владение шайбой. В то же время он не избегал силовых противостояний на льду и вступал в борьбу в углах площадки.
Яркой чертой внешнего облика Макдональда стали пышные рыжие усы. Он отрастил усы в 1974 году, предпочтя их бороде, которые запрещали носить хоккеистам «Торонто Мэйпл Лифс», а затем позаимствовал стиль усов у бейсболиста Спарки Лайла. Этот атрибут стал настолько популярен у болельщиков «Калгари», что во время матчей Кубка Стэнли некоторые из них стали носить искусственные усы. Известно, что фирмы, производящие бритвы, предлагали Макдональду сбрить их, однако он отказался.

### Менеджерская карьера
28 августа 1989 года Макдональд заявил о завершении игровой карьеры. Решение об этом он принял ещё перед началом сезона. После этого Макдональд перешёл на представительскую работу, которая была ему известна ещё с начала 80-х, когда он был вице-президентом Ассоциации игроков НХЛ (NHLPA).
Макдональда назначили вице-президентом по корпоративным и общественным делам «Калгари Флеймз». В 1992 году он стал вице-президентом по маркетингу, в 1996 году — по корпоративному развитию. В 2000 году Макдональд покинул клуб, но вскоре вернулся, после того как президент «Калгари» Кен Кинг предложил ему стать исполнительным ассистентом по хоккейным вопросам. Эту должность он занимал до 2003 года.
В 2001 и 2002 годах Макдональд был генеральным менеджером сборной Канады на чемпионатах мира. В 2004 году он был директором по персоналу на чемпионате мира, где канадцы завоевали золото.
В 2008 году получил звание почётного доктора университета Калгари.
С 2015 года руководит международным Залом хоккейной славы в Торонто.

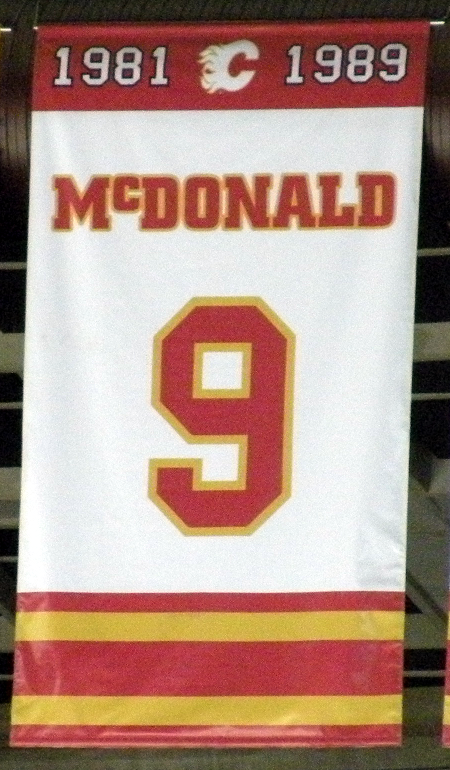
Символический свитер Лэнни Макдональда под сводами «Олимпик Сэдлдоум»

## Увековечение
17 марта 1990 года «Калгари Флэймз» поднял свитер Макдональда с номером 9 под своды «Олимпик Сэдлдоум» и вывел его номер из обращения.
«Медисин Хэт Тайгерз» изъял из обращения номер 8, под которым играл Макдональд.
В 1992 году введён в международный Зал хоккейной славы в Торонто.
В 1993 году введён в Зал спортивной славы Альберты.
В 2010 году включён в список 100 лучших хоккеистов в истории НХЛ по позициям, составленный журналом The Hockey News. Макдональд занимает 20-е место среди правых нападающих.
В 2017 году введён в Зал спортивной славы Канады.

## Личная жизнь
С 1975 года женат на Арделл, с которой познакомился во времена выступлений за «Медисин Хэт Тайгерз». У них четверо детей — дочери Андра и Лия, сыновья Барретт и Грэм.
Семья Макдональд вложила деньги в рестораны и пивоварни. В одной из них в честь знаменитого хоккеиста выпускается пиво под маркой Old 'Stache Porter (портер «Старые усы»).
В 1987 году опубликовал автобиографическую книгу «Лэнни», которую написал в соавторстве со Стивом Симмонсом. Она стала бестселлером в Канаде.

## Статистика
| Легенда | Легенда                    | Легенда | Легенда                   | Легенда | Легенда    |
| ------- | -------------------------- | ------- | ------------------------- | ------- | ---------- |
| И       | Количество проведённых игр | Штр     | Штрафное время            | +/−     | Плюс-минус |
| Г       | Голы                       | П       | Голевые передачи          | О       | Очки       |
| -       | Статистика неизвестна      | —       | Статистика не учитывалась |         |            |